# Зондербундська війна
Зондербундська війна (нім. Sonderbundskrieg) — нетривала громадянська війна у Швейцарії в листопаді 1847 року між консервативними католицькими кантонами, які в 1845 році утворили військовий союз під назвою «Зондербунд» (Особливий союз), та ліберальними протестантськими кантонами, які прагнули перетворити Швейцарську конфедерацію на федеративну республіку із централізованою владою. Війна тривала 26 днів і закінчилась перемогою ліберальних кантонів. Кантони Невшатель та Аппенцелль-Іннерроден не брали участь у конфлікті. Основними місцями бойових дій були міста Фрібур, Гельтвіль, Обфельден, Люцерн, Гізікон, Маєрскаппель та Шупфгайм.

## Передумови

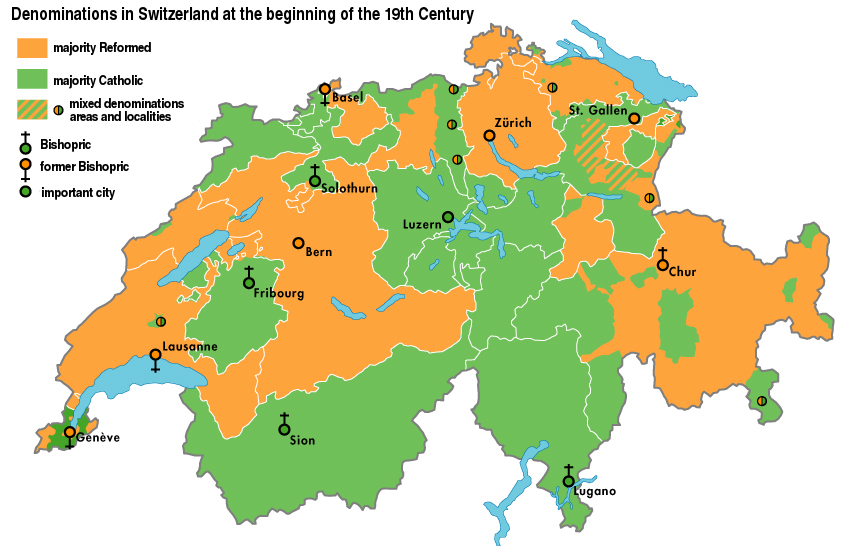
Релігійні групи в Швейцарії напередодні війни.

Після Віденського конгресу Швейцарія переживала період бурхливих політичних подій. У прогресивних протестантських кантонах було створено політичний рух, який прагнув до політичної трансформації Швейцарської конфедерації. Основними цілями лібералів були запровадження центральних органів влади, посилення рівності громадян, тісніше співробітництво між кантонами, перетворення конфедеративної системи на федеративну. З іншої сторони, консервативні католицькі кантони, за підтримки духовенства, особливо єзуїтів, хотіли залишити конфедеративну систему такою як є. У 1830—1847 роках у Швейцарії відбувалися численні політичні заходи, зокрема демонстрації, військові марші (наприклад, марш озброєних селян в Цюриху в 1839 році, який закінчився стріляниною і загибеллю 30 осіб), перевороти (наприклад, спроба збройного захоплення влади лібералами в Люцерні в 1844 і в 1845 роках під час яких загинули 35 чоловік, а близько 2 тисяч були заарештовані). 1845 року консервативні кантони створили військовий союз «Зондербунд», який інші кантони визнані несумісними з конфедеративним договором.

## Участь іноземних держав у війні
Іноземні держави вирішили скористатися ситуацією у Швейцарії та загострити конфлікт, щоб отримати привід для військового втручання і захоплення Швейцарії, нейтральність якої гарантували домовленості Віденського конгресу. Деякі країни, як наприклад Австрійська імперія та Франція, підтримували консерваторів. Зокрема, Австрія відправила військових інструкторів у «Зондербунд», а Франція передала йому зброю. Однак, Велика Британія дипломатично підтримувала лібералів. Австрія та Франція розраховували, що завдяки своїм зусиллям війна стане довгою і руйнівною, що дасть привід для збройного втручання.

## Перебіг війни

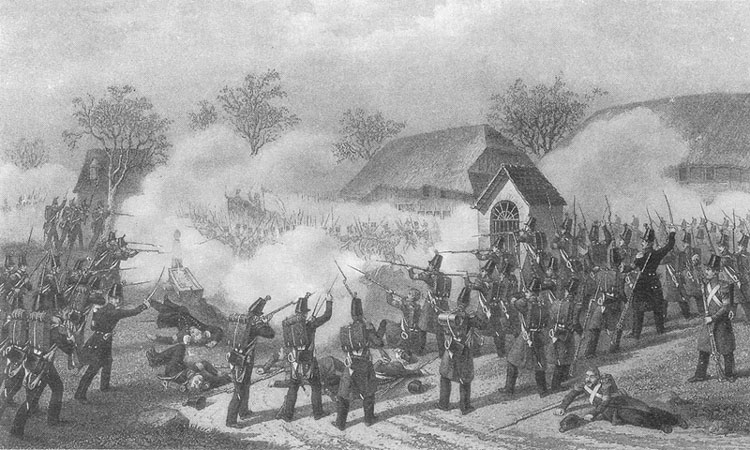
Битва під Гельтвілем.

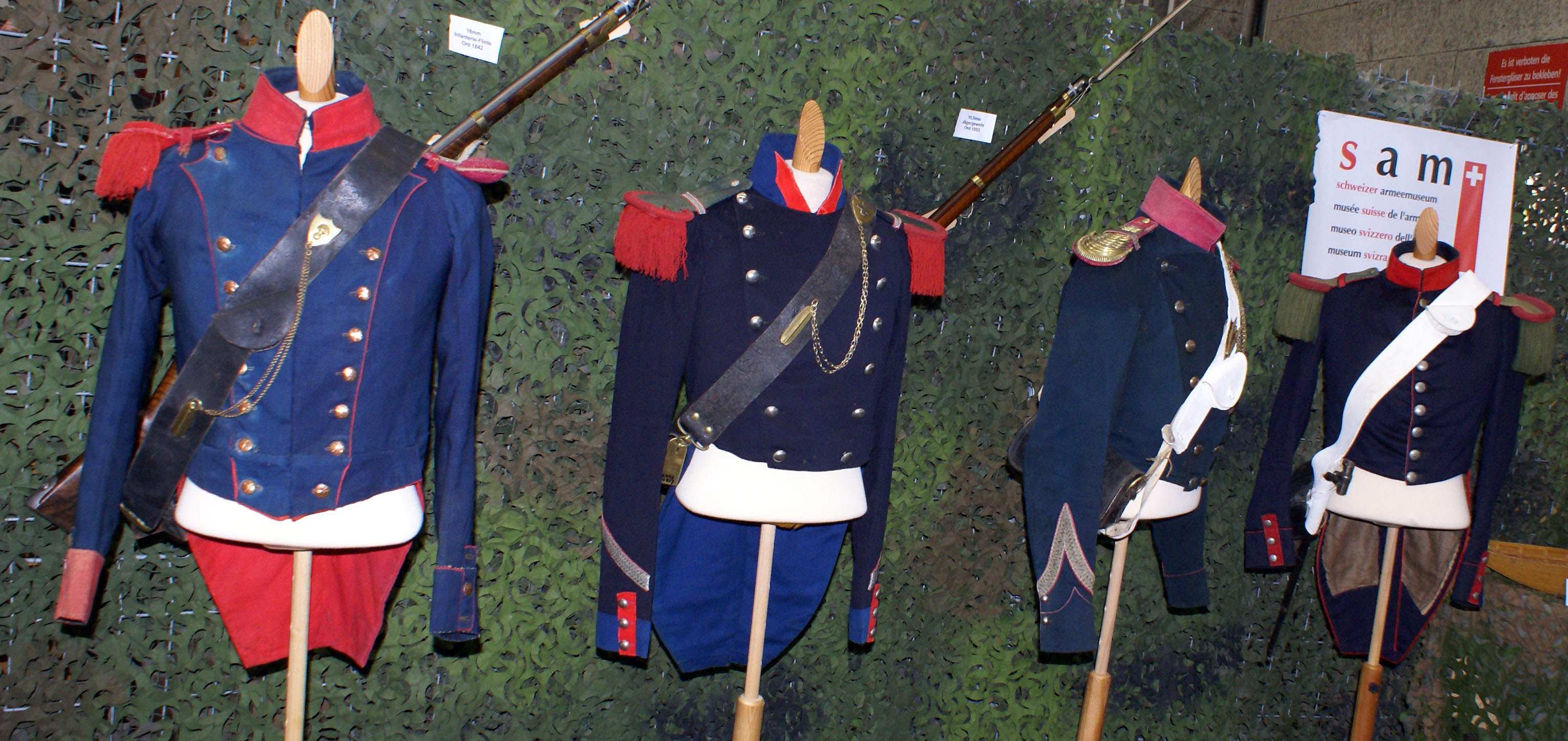
Уніформа військ конфедерації.

У липні 1847 року, коли ліберали захопили владу в деяких кантонах, які ще не визначились, конфедеративне керівництво визнало «Зондербунд» незаконним. Пізніше, 3 листопада 1847 року, 99 000 солдатів конфедерації, якими керував генерал-полковник Гійом-Анрі Дюфур, почали масові атаки на позиції «Зондербунду». Першою ціллю конфедератів стало місто Фрібур, яке капітулювало 14 листопада. Потім, із кантонів Цюрих, Берн та Ааргау війська конфедерації ввели війська до непокірної центральної частини країни. 21 листопада кантон Цуг оголосив про капітуляцію. Зайняття Цугу військами конфедерації створило їй плацдарм для наступу на Люцерн. Війська конфедерації 23 листопада атакували село Гізікон і там відбулась битва, яка стала вирішальною битвою війни. Після евакуації військ «Зондербунда» із Люцерна, війська конфедератів зайняли його. Це призвело до капітуляції решти консервативних кантонів і закінчення війни 29 листопада 1847 року.

## Наслідки
Після війни відбулися перемови лібералів із консерваторами. Під час цих переговорів була сформульований проєкт нової Федеральної конституції як компроміс між думками обох сторін. Переможені кантони не зазнали великих репресій. Вони лише мусили погодитись на тимчасову окупацію і покрити витрати на війну.
Через невелику територію військових дій та дипломатичні зусилля Великої Британії, війна швидко припинилася, і міжнародного втручання не було. Наказ генерала Дюфура не знищувати майно і рятувати ворогів значно зменшив втрати від війни. Матеріальний збиток був незначним. З невеликими втратами Швейцарія вийшла із політичної кризи та ініціювала системні реформи, необхідні для поліпшення функціонування держави. Це була остання війна за участю швейцарської армії.